# Harpalus caliginosus
Harpalus caliginosus es una especie de escarabajo del género Harpalus, familia Carabidae. Fue descrita científicamente por Fabricius en 1775.
Habita en México, Canadá y los Estados Unidos (desde Nueva Escocia, Saskatchewan y Washington hasta Florida y California). Mide 18-26 mm, una de las más grandes del género.
Suele ser encontrada en tierra cultivada y en campos, además en Ambrosia y aparece desde abril hasta diciembre en Carolina del Sur. La dieta se compone de otros insectos, también de semillas y pocas veces de frutas como fresas. Pone los huevos en el suelo y el ciclo de vida es anual. Cuando se siente amenazado puede liberar un olor particular.